# Stephanuskirche (Alfdorf)

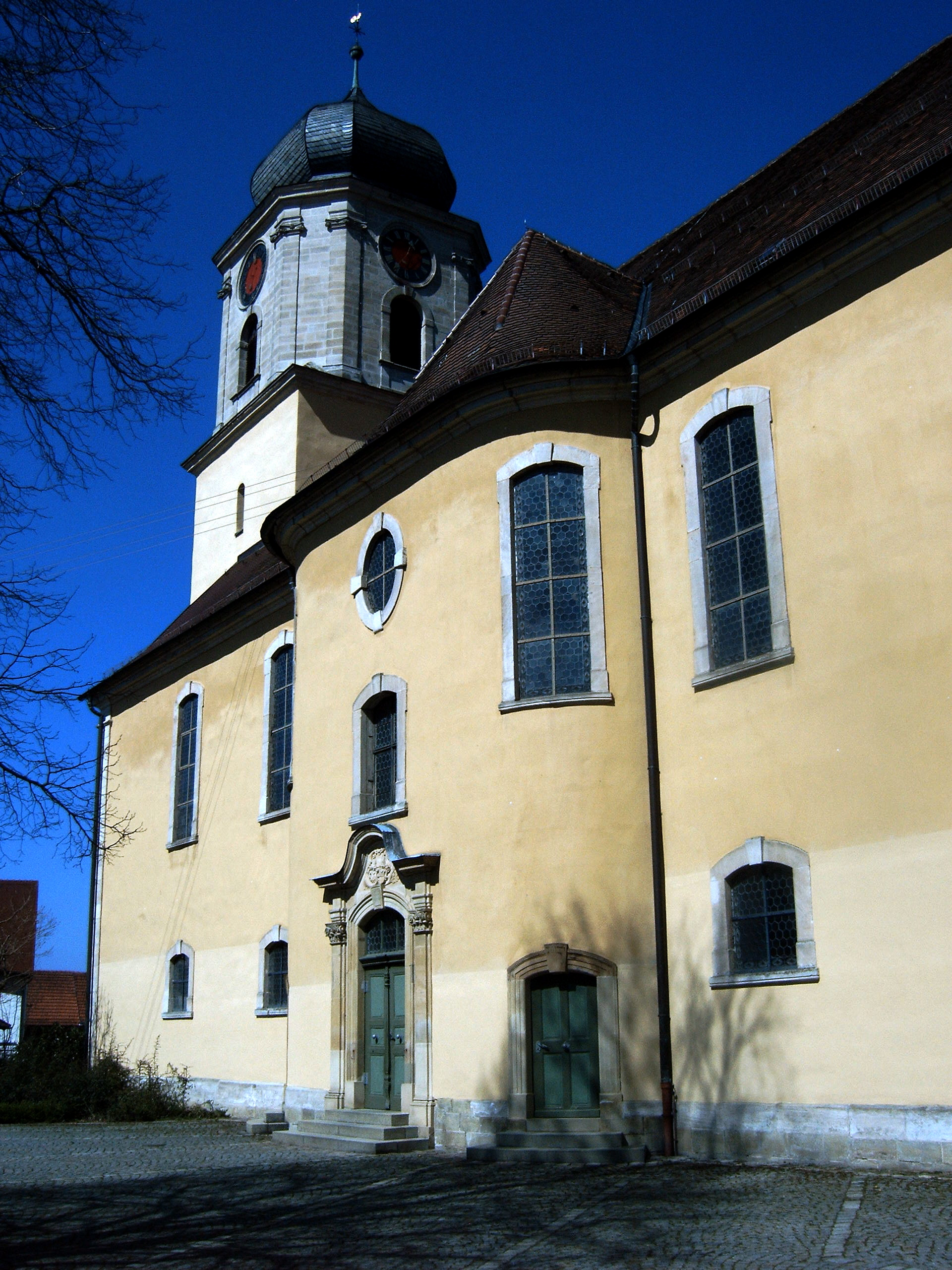
Außenansicht

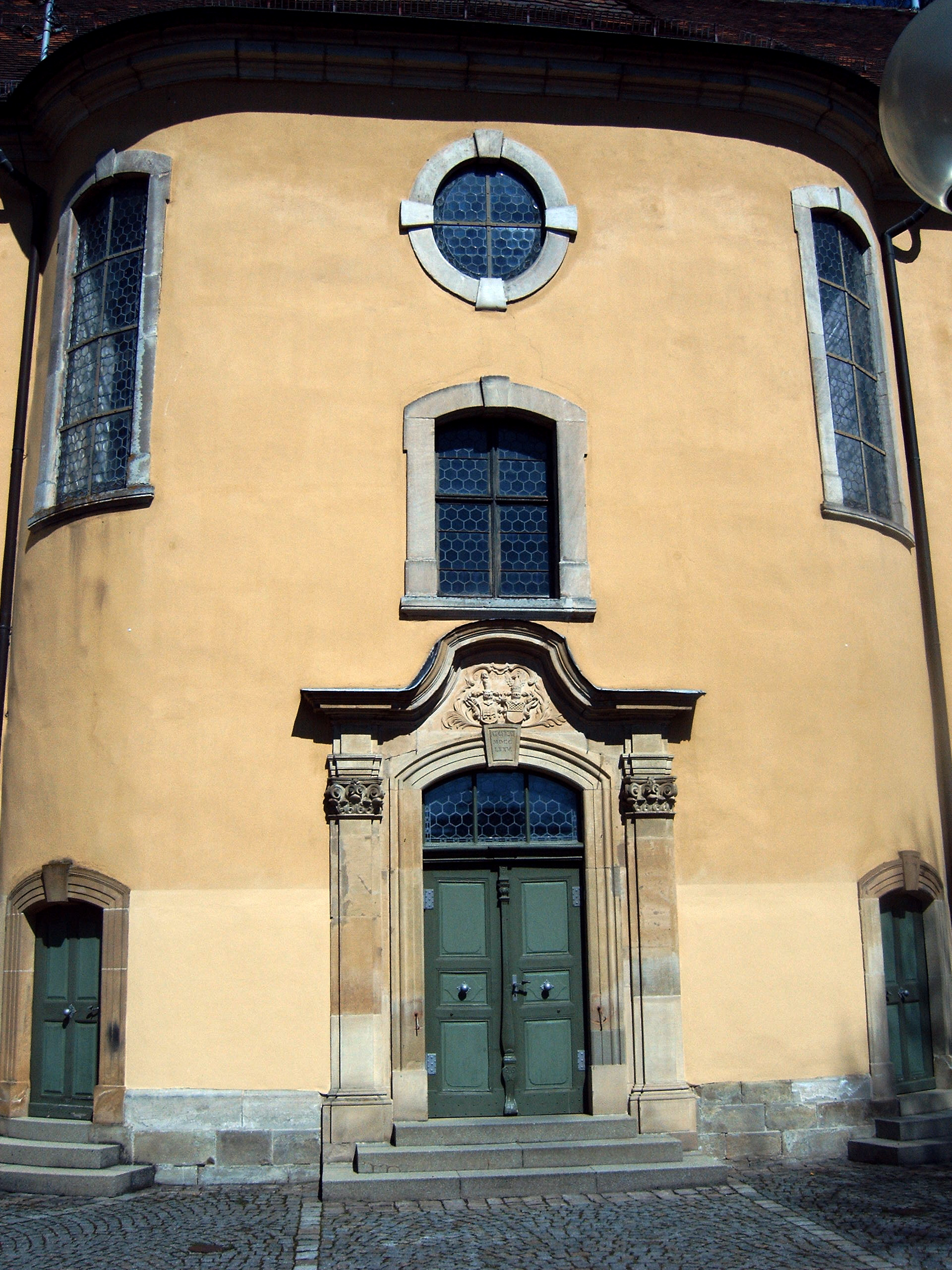
Eingang

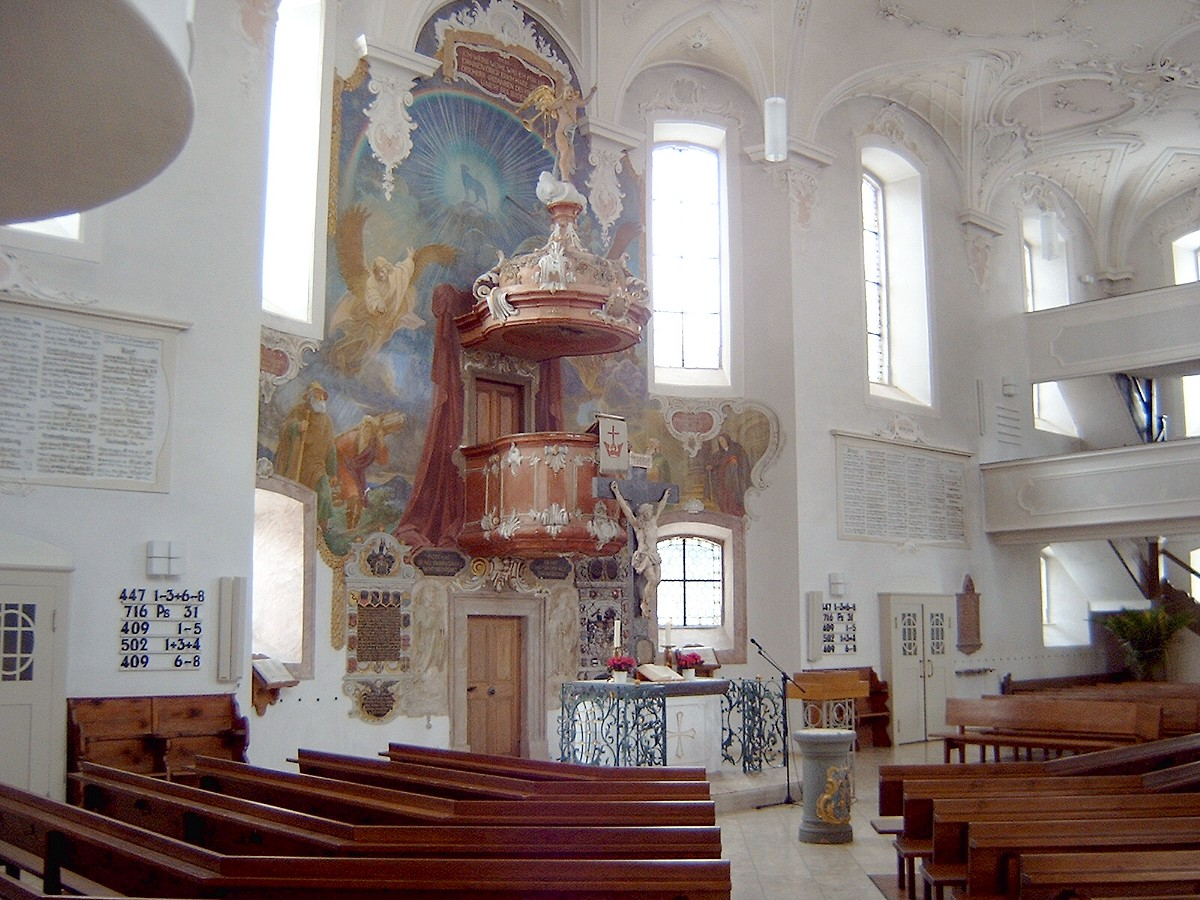
Innenansicht

Die Stephanuskirche in Alfdorf ist eine nach dem Erzmärtyrer Stephanus benannte evangelische Quersaalkirche im barocken Stil.

## Baugeschichte
Die Stephanuskirche wurde auf Beschluss des Freiherrn Gottfried vom Holtz in den Jahren 1774 bis 1776 von dem Barockbaumeister Johann Michael Keller der Jüngere erbaut. Vorbild war die Aalener Stadtkirche, die ebenfalls von Keller erbaut wurde. Beide Kirchen können nach neuestem Forschungsstand jedoch nicht mehr als frühe und seltene Beispiele württembergischer Querkirchen eingestuft werden. Johann Kellers Originalbauplan ist verschollen; im Staatsarchiv Ludwigsburg befinden sich noch 22 Entwürfe aus dem 18. Jahrhundert, von denen jedoch keiner zur Ausführung kam.
Die Kirche wurde am 13. Oktober 1776 mit einem vierstündigen Gottesdienst eingeweiht. Im Jahre 1957 und erneut im Jahre 2015 wurde sie renoviert.

## Architektur
Auffallend ist der gelbleuchtende Kirchturm. Für die Gegend selten ist das „Zwiebeldach“. Die Besonderheit liegt jedoch in der Raumgestaltung. Es ist eine Quersaalkirche mit Altar, Kanzel und Taufstein an der Längsseite so, dass die Anordnung der Sitzplätze immer einen Halbkreis beschreibt.

## Ausstattung
An der Nordseite, hinter der Kanzel und dem Altar, ist ein großes Wandgemälde vorhanden. Dieses Gefallenen- und Vermisstendenkmal wurde 1951 vom Kirchenmaler Rudolf Schäfer in der Casein-Secco-Technik entworfen und ausgeführt. Es zeigt links Abraham und Isaak, rechts Darstellung Jesu im Tempel, darüber den Regenbogen als Zeichen des Bundes mit Gott und des Friedens – 2014/15 wurde es restauriert.
Das Marmorkruzifix der Kirche stammt aus dem Jahr 1688.

## Patronat
Das Kirchenpatronat lag von 1628 bis 1992 bei der Familie vom Holtz. Es wurde im ganzen Bereich der Evangelischen Landeskirche in Württemberg im Jahre 1992 aufgehoben.